# Miantso
Miantso é uma comuna de Madagascar, pertencente ao distrito de Ankazobe, na região de Analamanga. Sua população, segundo o censo de 2001, era de 13 000 habitantes.